# Klub Wioślarski „Temida” w Łucku

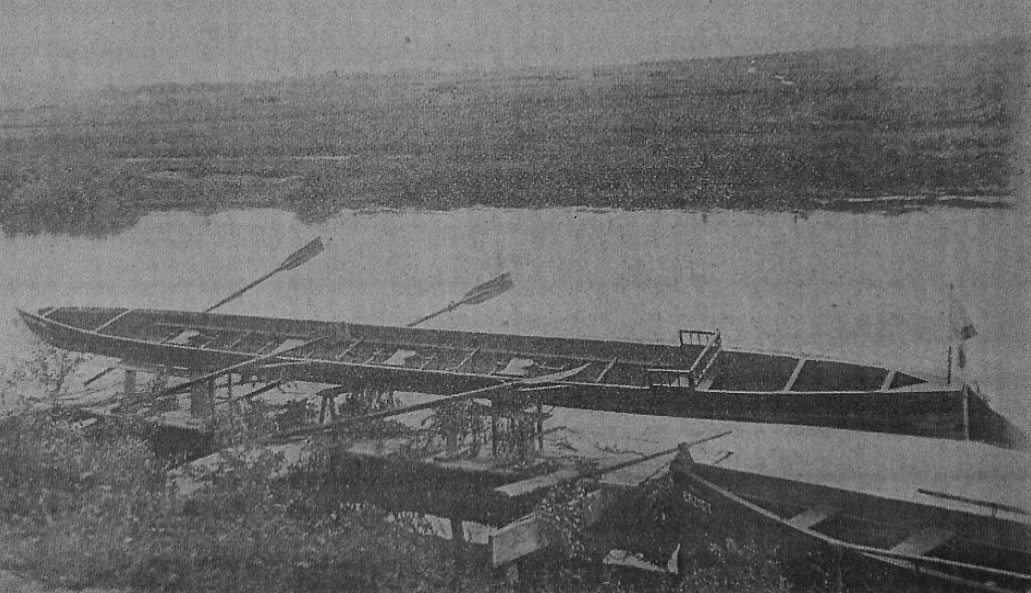
Łodzie przy prowizorycznej przystani w 1930

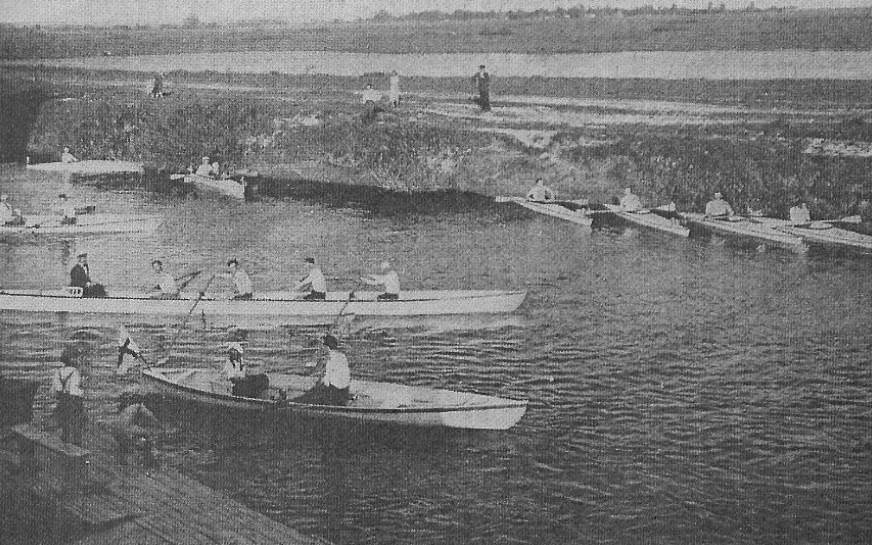
Członkowie sekcji wioślarskiej i kajakowej na wodzie w 1932

Klub Wioślarski „Temida” w Łucku – branżowy polski klub wioślarski pracowników więziennictwa w Łucku. Założony w roku 1930, przerwał działalność wraz z wybuchem II wojny światowej.

## Historia klubu
Utworzenie klubu było efektem działań Związku Pracowników Więziennych Rzeczypospolitej Polskiej propagujących kulturę fizyczną wśród pracowników więziennictwa. Klub powstał w 1930 i początkowo posiadał tylko jedną łódź o nazwie „Złota strzała” – łódź zbudowana została w warsztatach przy lokalnym więzieniu. Choć większość członków klubu stanowili strażnicy więzienni, „Temida” zrzeszała również przedstawicieli zawodów wymiaru sprawiedliwości – pierwszym prezesem klubu był T. Karolko, Prezes Sądu Rejonowego w Łucku, a w klubie trenowali pracownicy łuckiej Prokuratury.  
W 1931 wybudowana została klubowa przystań nad Styrem, a rok później powstała sekcja kajakowa. Klub zasadniczo skupiał się na działalności rekreacyjnej, podnosząc sprawność fizyczną pracowników więziennictwa poprzez turystykę wioślarską i kajakarską. W rywalizacja sportowa członkowie uczestniczyli sporadycznie. 
Kres działalności KW „Temida” położył wybuch II wojny światowej.

## Wyniki sportowe
Klub Wioślarski „Temida” nie był członkiem Polskiego Związku Towarzystw Wioślarskich, a zatem nie mógł uczestniczyć w ogólnokrajowych zawodach wioślarskich. Organizował jednak regaty wewnętrzne i startował w lokalnych zawodach, konkurując z Łuckim Towarzystwem Wioślarskim i wioślarzami Wojskowego Klubu w Łucku.